# Faxaflói

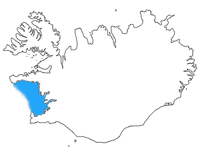
Localització de la badia a Islàndia

Faxaflói és una badia situada al sud-est d'Islàndia, a la regió de Vesturland. Es troba entre les penínsules de Snæfellsnes al nord i Reykjanes al sud.
Des de la capital de l'illa, Reykjavík, situada al sud de la dita badia, és possible albirar la península d'Akranes (al nord-est) i inclús el Snæfellsjökull, a una distància propera als 120 quilòmetres. Flaxaflói és a la vegada un gran fiord que inclou altres fiords de menor mida.